# Archeguina melanota
Archeguina melanota är en insektsart som beskrevs av Young 1993. Archeguina melanota ingår i släktet Archeguina och familjen dvärgstritar. Inga underarter finns listade i Catalogue of Life.